# Lincoln Continental
O Continental é um sedan de luxo de porte grande da  Lincoln. É produzido desde 1939.

## Galeria
- Primeira geração (1939-48)
- Segunda geração (1956-1957)
- Terceira geração (1958-1960)
- Quarta geração (1961–1969)
- Quinta geração (1970–1979)
- Sexta geração (1980)
- Sétima geração (1982–1987)
- Oitava geração (1988–1994)
- Nona geração (1995–2002)
- Décima geração (2017–Presente)